# Gora Arafat
Gora Arafat (arabsko جَبَل عَرَفَات, latinizirano: Jabal ʿArafāt, or جَبَل ٱلرَّحْمَة, Jabal ar-Raḥmah, 'Gora usmiljenja') je granodioritni hrib približno 20 km jugovzhodno od Meke, v istoimenski provinci Saudove Arabije. Visok je približno 70 m, njegova najvišja točka pa je na nadmorski višini 454 metrov.
Prerok Mohamed je, preden je postal prerok, prekinil tradicijo svojega plemena Kurejši tako, da je stal na Arafatu z drugimi Arabci, kar je močno šokiralo njegovega kolega Kurejša Jubairja bin Mut`ima, ki je poudaril, da je ločen od Humov in se je spraševal, kakšne posle ima tam.
Po islamskem izročilu je hrib kraj, kjer je stal islamski prerok Mohamed in opravil poslovilno pridigo (Khuṭbat al-Wadāʿ) svojim spremljevalcem (Ṣaḥābah), ki so ga spremljali na hadž proti koncu njegovega življenja. Nekateri muslimani prav tako verjamejo, da je gora Arafat kraj, kjer sta se Adam in Eva ponovno združila na Zemlji, potem ko sta padla z neba, in verjamejo, da je gora kraj, kjer jima je bilo odpuščeno, zato so ji dali ime Jabal ar-Raḥmah, kar pomeni 'gora usmiljenja'. Na vrhu gore je postavljen steber, ki prikazuje, kje naj bi se ta dogodek zgodil.
Gora je še posebej pomembna med hadžem, saj je 9. dan islamskega meseca Dhu al-Hijjah, znan tudi kot dan 'Arafah po sami gori, dan, ko hadž romarji zapustijo Mino na Arafat; ta dan velja za najpomembnejši dan hadža. Khuṭbah (pridiga) je podana in molitvi ẓuhr in ʿaṣr se molita skupaj v dolini. Romarji ves dan preživijo na gori in kličejo Alaha, naj jim odpusti grehe.

## Geologija in radiologija
Študija iz leta 2012 je goro Arafat razvrstila kot granodioritno kamnino, ki je med drugimi minerali sestavljena predvsem iz glinenca, kremena in muskovita, z uporabo petrografskih, fisijskih sledi in γ-spektrometričnih (HPGe) tehnik za preučevanje geologije, termalne zgodovine in radiološkega nevarnosti zaradi prisotnosti prvotnih radionuklidov.
Študija je pokazala starost cepitvene sledi 9,13 ± 1,05 milijona granodiorita na gori Arafat. Poleg tega je študija poročala, da se zdi, da so razpoke, magmatizem, vulkanizem in širjenje morskega dna, ki so povzročili nastanek Rdečega morja, prvotno starost proučevanega granodiorita Arafat spremenili na 9,13 ± 1,05 milijona. Ugotovljeno je bilo, da izmerjene koncentracije radioaktivnosti zaradi 226Ra, 232Th in 40K ne predstavljajo nobene radiološke nevarnosti za zdravje širše javnosti.

## Hadž
Obredi na Arafatu se končajo ob sončnem zahodu in romarji se nato premaknejo v Muzdalifah na magribsko molitev in skrajšano molitev iša ter na kratek počitek.
Ravno območje, ki obdaja hrib, se imenuje planota Arafat. Izraz gora Arafat se včasih uporablja za celotno območje. Je pomemben kraj v islamu, saj med hadžem romarji tam preživijo popoldne na deveti dan Dhu al-Hijjah. Če na zahtevani dan niste prisotni na planoti Arafat, romanje postane neveljavno.
Od konca leta 2010 je to mesto opremljeno z metrojem Meka. Na običajnem hadžu bi potrebovali približno 21 km hoje.
- Romarji molijo prošnjo
- Sveta mošeja
- Romarji prosijo v času Hadža
- Vhod v Jabal ar-Rahmah (gora Merki)
- Romarji

## V literaturi
Hrib je omenjen v romanu Jamesa Joycea Fineganovo prebujenje.